# Paradidactylia incomparabilis
Paradidactylia incomparabilis är en skalbaggsart som beskrevs av Bordat 2005. Paradidactylia incomparabilis ingår i släktet Paradidactylia och familjen Aphodiidae. Inga underarter finns listade i Catalogue of Life.